# Karina Canellakis
Karina Canellakis, née en 1981 à New York, est une cheffe d'orchestre et violoniste américaine.

## Biographie
Dans une interview, elle déclare avoir assisté à son premier concert de musique classique à l'âge de trois ans, un concert dirigé par son propre père. Sa mère est pianiste et ses parents se sont rencontrés à la Juilliard School lorsqu'ils étaient étudiants. Elle est diplômée en violon de l'Institut de musique Curtis à Philadelphie en 2004 et en direction d'orchestre de la Juilliard School de New York,. C'est une ancienne élève d'Alan Gilbert et de Simon Rattle.

### Carrière
Karina Canellakis fait ses débuts en Europe en 2015 en dirigeant l'Orchestre de chambre d'Europe au Festival Styriarte à Graz en Autriche.
Le 29 mars 2016, elle reçoit le Prix de la direction d'orchestre Georg Solti de la Fondation Solti alors qu'elle fait sa première saison en tant que chef assistant de l'Orchestre de Dallas,. Le prix de 25 000 $ lui est remis après qu'elle a remplacé Jaap van Zweden lors de la Symphonie no 8 de Dmitri Chostakovitch. Quelques mois plus tard, elle fait ses débuts avec l'Orchestre philharmonique de Los Angeles.
En 2018, elle est choisie pour diriger l'Orchestre philharmonique royal de Stockholm lors de la remise des prix Nobel le 8 décembre. Elle est la première femme à être choisie pour cette fonction. En septembre 2018, elle est invitée à diriger l'Orchestre symphonique de Milwaukee avec, en ouverture, une œuvre de la compositrice française Lili Boulanger, D'un soir triste.
Quelques semaines plus tôt, elle était nommée chef principal de l'Orchestre philharmonique de la Radio néerlandaise, poste où elle débutera en septembre 2019,. Du 7 au 10 mars 2019, elle dirige l'opéra Don Giovanni de Wolfgang Amadeus Mozart au Perelman Theatre de Philadelphie.
Le 6 juin 2021, elle dirige la 9e symphonie de Beethoven avec les Wiener Symphoniker à Vienne devant le palais du Belvédère en conclusion de l’intégrale des 9 symphonies du compositeur données en direct en une journée dans 9 villes européennes différentes par la chaîne Arte en commémoration du 250e anniversaire de la naissance de Beethoven (manifestation décalée d’un an en raison des restrictions sanitaires strictes imposées en 2020 par la pandémie de Covid-19).